# Phoroncidia cribrata
Phoroncidia cribrata là một loài nhện trong họ Theridiidae.
Loài này thuộc chi Phoroncidia. Phoroncidia cribrata được Eugène Simon miêu tả năm 1893.